# Афанасьев-Соловьёв, Иван Иванович
Ива́н Ива́нович Афана́сьев-Соловьёв (29 мая 1899 или 1899, Смоленск — март 1942, Ленинград) — советский поэт-имажинист.

## Биография
Родился 29 мая 1899 года в Смоленске.
Служил в РККА. С 1923 года работал в хозяйственных организациях Петрограда. В 1930 году окончил Ленинградский политехнический институт, с 1929 года преподавал в том же вузе, затем в Ленинградском металлургическом институте. Позже вернулся в ЛПИ. Работал экономистом Всесоюзного текстильного синдиката, старшим экономистом Государственного института по проектированию металлургических заводов, был доцентом Ленинградского машиностроительного и Ленинградского электромеханического институтов, научным сотрудником научно-исследовательского сектора Ленинградского инженерно-экономического института. Специализировался на конкретной экономике, касающейся экономии в машиностроении и металлургии.
С 1923 года был участником петроградской поэтической группы имажинистов. Входил в литературную группу «Воинствующий Орден имажинистов», где его соратниками были Семён Полоцкий, Владимир Ричиотти, Григорий Шмерельсон. В целях союзничества с левыми литературными группами был «делегирован» имажинистами в группу заумников, подготовил работы об их лидере Александре Туфанове и Велимире Хлебникове. В марте 1925 года участвовал в первом вечере-выставке Мастерской по изучению поэтики, созданной при Ленинградском отделении Всероссийского союза писателей и ставшей филиалом группы заумников: Афанасьев-Соловьёв выступал с докладом о заумном языке. Впоследствии Туфанов предложил включить его в новый состав совета мастерской.
Выпустил три поэтических сборника. Дебютная книга «Северная поэма» вышла в Петрограде в 1923 году и 13 января 1924 года была уничтожена автором. Сборники «Завоевание Петрограда» (1924) и «Элегии» (1925) были выпущены на личные средства автора. Также публиковался в коллективных сборниках петроградских имажинистов «В кибитке вдохновения», «Ровесники». Участвовал в литературных вечерах с поэтическими чтениями, которые организовывали ленинградские имажинисты. Также стихи Афанасьева-Соловьёва выходили в московском журнале имажинистов «Гостиница для путешествующих в прекрасном».
В 1925 году был принят в Ленинградское отделение Всероссийского союза поэтов, но в 1927 году его исключили за неуплату взносов и неактивность. Со временем Афанасьев-Соловьёв отошёл от литературной деятельности.
Жил в Ленинграде по адресу: ул. Салтыкова-Щедрина, д. 8, кв. 61.
В 1938 году был арестован по делу ленинградских писателей, до 1939 года находился в заключении. В некоторых публикациях указано, что он был расстрелян. Этот вариант биографии не подтверждается архивной информацией.
Умер в марте 1942 года в блокадном Ленинграде. Место захоронения неизвестно.

## Особенности творчества

Обложка сборника Ивана Афанасьева-Соловьёва «Элегии»

Афанасьев-Соловьёв широко использовал свободный стих без рифмовки. В соответствии с эстетикой имажинизма главную роль в его поэзии занимает образ, а не метрика и рифма.
Исследователь Александр Кобринский отмечает в творчестве Афанасьева-Соловьёва типичную для ленинградских имажинистов подчёркнутую урбанистичность. В его поэзии часто встречается мотив камня и окаменения, который в дальнейшем становится основой индивидуального поэтического мира. Кобринский предполагает, что влияние на поэтику Афанасьева-Соловьёва оказали стихи Осипа Мандельштама. Это, по его мнению, заметно уже в сборнике «Элегии».

## Критика
Современники неоднозначно оценивали уровень творчества Афанасьева-Соловьёва. Так, поэт Всеволод Рождественский полагал, что его стихи отмечены «хотя и бледным, но всё же дарованием». Писательница и поэтесса Елизавета Полонская, напротив, называла его произведения словоблудием и считала их безнадёжными.
Александр Кобринский отмечает, что Афанасьев-Соловьёв не сделал самостоятельного вклада в поэтику имажинизма: он полагает, что «поэт оставался имажинистским „подмастерьем“, не пошедшим дальше ученичества».
Писатель Захар Прилепин, говоря о сборнике «В кибитке вдохновения», называет Афанасьева-Соловьёва эпигоном лидера имажинистов Анатолия Мариенгофа, приводя пример стихотворения, в котором у него «всё от Анатолия Борисовича»:
Золотым килем прорезывает солнце
Пенящуюся глубину.
Эти строки, как через сито, цедит
Новая жёсткая любовь.
Эй, головы клоните ниже,
Город кротко собакой лижет
Наши новью прорастающие следы.
Прилепин отмечает, что Афанасьев-Соловьёв не достиг уровня поэтического мастерства Мариенгофа. По его мнению, он «вовсе, кажется, не понимает, что Мариенгоф как раз рифмует изощрённо».